# Rosa davidii
Rosa davidii, auch Davids Rose genannt, ist eine Pflanzenart aus der Gattung Rosen (Rosa) innerhalb der Familie der Rosengewächse (Rosaceae).

## Beschreibung
Rosa davidii bildet einen winterharten Strauch, der Wuchshöhen von 1,5 bis 4 Metern erreicht. Die schmalen, unpaarig gefiederten Laubblätter sind einschließlich des Blattstieles 7 bis 14 Zentimeter lang und bestehen meist aus sieben oder neun – selten aus fünf oder elf – Fiederblättchen.
Rosa davidii blüht einmal und relativ spät. In lockeren doldigen Blütenständen stehen vier bis zwölf Blüten zusammen. Die zwittrigen, leicht süß duftenden Blüten sind einem Durchmesser von etwa 2 bis 4 Zentimetern radiärsymmetrisch und fünfzählig mit doppelter Blütenhülle. Die besitzen fünf freien Kelchblätter sind laubblattähnlich. Die fünf freien Kronblätter sind rosafarben häufig mit einem „hellen Fleck“. Es sind viele „goldene“ Staubblätter vorhanden. Entlang der Zweige hängen die bei Reife im Herbst scharlachroten Hagebutten, die bei einer Länge von 1,8 bis 2,5 Zentimetern sowie einem Durchmesser von 1 bis 1,5 Zentimetern flaschenförmig sind. Auf den Hagebutten sitzen noch die aufrecht stehenden Kelchblätter.

## Vorkommen
Sie gedeiht in Höhenlagen von 1600 bis 3000 Metern in den zentralen und westlichen chinesischen Provinzen Gansu, Ningxia, Shaanxi, Sichuan sowie Yunnan. 

## Systematik
Sie wurde erstmals von Père Armand David gesammelt. Die Erstbeschreibung von Rosa davidii erfolgte 1874 durch François Crépin.
Von Rosa davidii wurden mehrere Varietäten beschrieben:
- Rosa davidii Crép. var. davidii
- Rosa davidii var. elongata Rehder & E.H.Wilson
- Rosa davidii var. pungens Focke
- Rosa davidii var. subinermis Focke